# Gare de Frontignan
Gare de Frontignan – stacja kolejowa w Frontignan, w departamencie Hérault, w regionie Oksytania, we Francji.
Jest stacją Société nationale des chemins de fer français (SNCF), obsługiwaną przez pociągi TER Languedoc-Roussillon.